# Tournoi IIHF des 12 nations
Le Tournoi IIHF des 12 nations  est une compétition de hockey sur glace féminin, créée en 2011 et tenue annuellement en Europe. Douze pays y participent.

## Première édition (2011)
Le tournoi a lieu à Vierumäki, en Finlande (du 24 au 31 août) et à Courchevel, en France (du 28 au 30 août). Les huit pays en compétition à Vierumäki, sont le Canada, les États-Unis, la Finlande, la Suède, la Russie, la Suisse, la Slovaquie et le Japon. La France, l'Allemagne, la Norvège et la République tchèque sont en compétition à Courchevel. Les 12 nations sont représentés par leurs équipes nationales séniors de hockey féminin.

### Déroulement
24 août
| Date    | Équipes             | Résultats        | Notes                                   |
| 24 août | États-Unis - Russie | États-Unis, 12-0 | Tour du chapeau par Hilary Knight       |
| 24 août | Canada - Suisse     | Canada, 16-0     | Jayna Hefford marque un tour du chapeau |
| 24 août | Finlande - Japon    | Finlande 7-0     |                                         |
| 24 août | Suède - Slovaquie   | Suède 4-1        |                                         |

25 août
| Date    | Équipes              | Résultats       | Notes                                                                 |
| 25 août | États-Unis - Japon   | États-Unis 13-0 | Kelli Stack et Jen Schoullis (en) marquent chacune un tour du chapeau |
| 25 août | Canada - Russie      | Canada 14-1     | Meghan Agosta marque un tour du chapeau et a 2 mentions d'aide        |
| 25 août | Finlande - Slovaquie | Finlande 2-0    |                                                                       |
| 25 août | Suède - Suisse       | Suède 4-2       |                                                                       |

27 août
| Date    | Équipes             | Résultats       | Notes                                       |
| 27 août | États-Unis - Suisse | États-Unis 11-1 |                                             |
| 27 août | Canada - Slovaquie  | Canada 11-0     | Vicki Bendus (en) marque un tour du chapeau |
| 27 août | Finlande - Russie   | Finlande 2-1    |                                             |
| 27 août | Suède - Japon       | Suède 8-2       |                                             |

28 août
| Date    | Équipe              | Résultats     | Notes                                 |
| 28 août | États-Unis - Canada | USA, 4-0      | Molly Schaus obtient un blanchissage. |
| 28 août | Suède - Russie      | Suède 4-3     |                                       |
| 28 août | Finlande - Suisse   | Finlande 12-0 |                                       |
| 28 août | Slovaquie - Japon   | Slovaquie 4-0 |                                       |

30 août
| Date    | Équipes            | Résultats      | Notes                                        |
| 30 août | Canada - Finlande  | Canada 3-2     | Caroline Ouellette obtient 3 mentions d'aide |
| 30 août | États-Unis - Suède | États-Unis 2-0 |                                              |

31 août
| Date    | Équipes               | Résultats      | Notes                                                                                       |
| 31 août | Suède - Canada        | Suède, 5-4     | Le Canada perd pour seulement la deuxième fois en 66 matchs internationaux contre la Suède, |
| 31 août | États-Unis - Finlande | États-Unis 6-0 | Molly Schaus et Jessie Vetter partagent le blanchissage pour les États-Unis,                |

1er et 3 septembre
| Date        | Équipes          | Résultats | Notes |
| 2 septembre | Suède - Finlande | Suède 3-1 |       |
| 3 septembre | Suède - Finlande | Suède 4-2 |       |

28, 29 et 30 août
| Date    | Équipes                        | Résultats           | Notes                                                                                          |
| 28 août | France vs. Allemagne           | Allemagne 2-1       |                                                                                                |
| 28 août | République tchèque - Norvège   | Norvège 5-3         |                                                                                                |
| 29 août | République tchèque - Allemagne | Allemagne 4-1       |                                                                                                |
| 29 août | France - Norvège               | Norvège 6-1         |                                                                                                |
| 30 août | Allemagne - Norvège            | Allemagne, 4-3 (OT) | Victoire de l'Allemagne en séance de Tir de fusillade à la suite d'une égalité avec la Norvège |

### Classement

#### Groupe A
| Équipes    | PJ | V | VP | DP | D | BP | BC | +/- | Pts |
| ---------- | -- | - | -- | -- | - | -- | -- | --- | --- |
| États-Unis | 4  | 4 | 0  | 0  | 0 | 40 | 1  | +39 | 8   |
| Finlande   | 4  | 4 | 0  | 0  | 0 | 0  |    |     | 8   |
| Suède      | 4  | 4 | 0  | 0  | 0 | 0  |    |     | 8   |
| Canada     | 4  | 3 | 0  | 0  | 1 | 41 | 5  | +36 | 6   |

#### Groupe B
| Équipes   | PJ | V | VP | DP | D | BP | BC | +/- | Pts |
| --------- | -- | - | -- | -- | - | -- | -- | --- | --- |
| Slovaquie | 4  | 1 | 0  | 0  | 3 |    |    |     | 2   |
| Russie    | 4  | 0 | 0  | 0  | 4 | 5  | 32 | -27 | 0   |
| Japon     | 4  | 0 | 0  | 0  | 4 | 2  | 32 | -30 | 0   |
| Suisse    | 4  | 0 | 0  | 0  | 4 | 3  | 43 | -40 | 0   |

#### Groupe C
| Équipes   | PJ | V | VP | DP | D | BP | BC | +/- | Pts |
| --------- | -- | - | -- | -- | - | -- | -- | --- | --- |
| Norvège   | 2  | 2 | 0  | 0  | 0 | 11 | 4  | +7  | 4   |
| Allemagne | 2  | 2 | 0  | 0  | 0 | 6  | 2  | +4  | 4   |
| Tchéquie  | 2  | 0 | 0  | 0  | 2 | 4  | 9  | -5  | 0   |
| France    | 2  | 0 | 0  | 0  | 2 | 2  | 8  | -6  | 0   |